# Curtis Davies
Curtis Eugene Davies (Leytonstone, 15 maart 1985) is een Engels voetballer die bij voorkeur als centrale verdediger speelt. Hij verruilde in juli 2013 Birmingham City voor Hull City.

## Clubcarrière
Davies stroomde in 2003 door vanuit de jeugdopleiding van Luton Town. Na twee seizoenen werd hij voor een bedrag van 4,5 miljoen euro verkocht aan West Bromwich Albion. Tijdens het seizoen 2007/08 werd hij uitgeleend aan Aston Villa. Op 3 juli 2008 tekende hij een vierjarig contract bij Aston Villa, dat 10 miljoen euro betaalde voor de centrumverdediger. In maart 2008 viel hij tegen Arsenal uit met een zware blessure aan de achillespees, die hem zes maanden aan de kant hield. Het seizoen erna gingen zijn prestaties naar beneden waardoor hij zijn basisplek verloor. In oktober 2010 werd hij voor twee maanden uitgeleend aan Leicester City. In januari 2011 tekende hij bij stadsrivaal Birmingham City, dat 4 miljoen euro betaalde voor de centrale verdediger. Op 25 juni 2013 tekende Davies een driejarig contract bij het dan pas gepromoveerde Hull City, dat ongeveer 2,65 miljoen euro op tafel legde voor zijn diensten. Bij Hull City vormt hij een duo centraal achterin met James Chester. Hij stond met Hull City AFC in de finale van de strijd om de FA Cup 2014, die de ploeg van trainer-coach Steve Bruce met 3-2 verloor van Arsenal.

## Interlandcarrière
Davies kwam tweemaal uit voor Engeland -21. Hij debuteerde op 26 februari 2006 tegen Noorwegen -21. Toenmalig Engels bondscoach Fabio Capello riep hem enkele malen op voor Engeland, maar hij kwam daarbij niet aan spelen toe.
1 Pandur ·
2 Coyle  ·
3 Giles ·
4 Hughes ·
5 Jones ·
6 McLoughlin ·
7 Millar ·
8 Mehlem ·
9 Bedia ·
11 Sinik ·
12 Pedro ·
14 Vaughan ·
16 Longman ·
17 Burns ·
18 Simons ·
19 Alzate ·
20 Puerta ·
22 Rushworth ·
23 Drameh ·
25 Zambrano ·
26 Smith ·
27 Slater ·
29 Jacob ·
31 Racioppi ·
32 Lo-Tutala ·
33 Belloumi ·
34 Cartwright ·
36 Jarvis ·
40 Foster ·
41 Sellars-Fleming ·
43 Ashbee ·
44 Kamara ·
45 Palmer ·
47 Tinsdale ·
48 Burstow ·
Coach: Walter